# Zenana

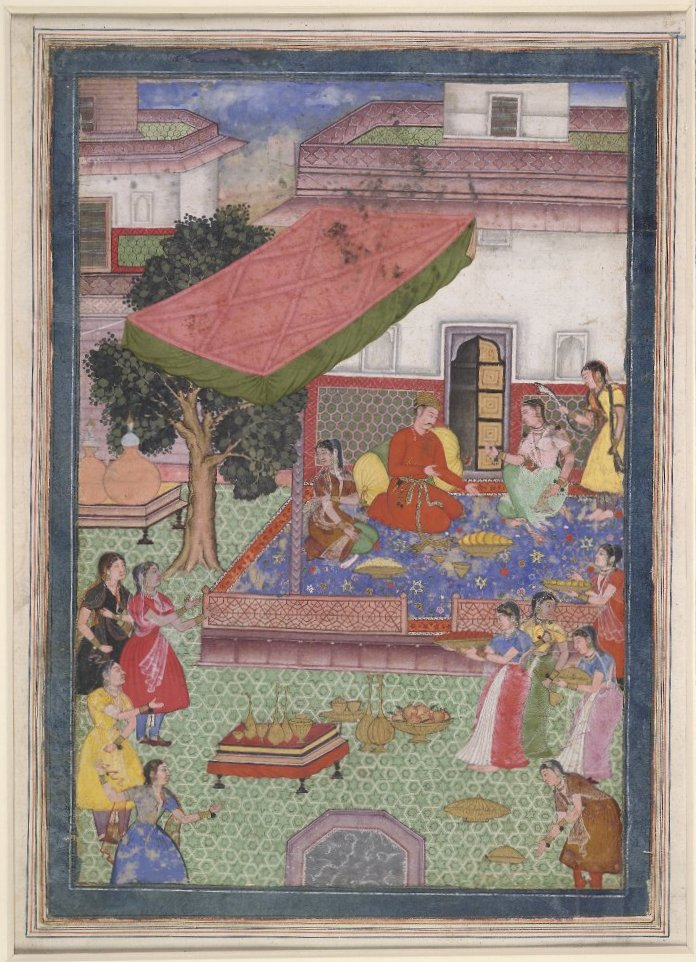
Noble visitant els allotjaments de dones o zenana.

La zenana o zanana fa referència a la part de la casa reservada per los dones i la seva cort a països com la India o el Pakistan; s'empra per fer referència a un grup de dones o una habitació on es reuneixen encara que no sigui en aquests països. Es una costum islàmica que es va introduir al nord de la India a partir del segle XII amb els invasors musulmans, on es va fer comú entre la noblesa.
- Harem